# آلان فينكلكروت
آلان فينكلكروت (ولد في 30 يونيو 1949 في باريس)، هو فيلسوف وكاتب ومنتج إذاعي فرنسي.

## نُبذة
حاصل على درجة الماجستير في الفلسفة، وهو مؤلف العديد من المقالات حول الأدب والحب والحداثة. أستاذ في المدرسة الثانوية الفنية في بوفيه (1974-1976)، ثم أستاذ مساعد زائر في جامعة كاليفورنيا في بيركلي (1976-1978)، قام بالتدريس في معهد جامعة إيلي ويزل وعمل أستاذًا لتاريخ الأفكار في قسم العلوم الإنسانية والاجتماعية في كلية الفنون التطبيقية بين عامي 1989 و2014، وهو العام الذي انتُخب فيه عضوًا في الأكاديمية الفرنسية.
منذ عام 1985، استضافه برنامج فرنسا ثقافة، ويتدخل بانتظام في وسائل الإعلام الفرنسية، حيث كان مصدرًا للخلافات والجدل بانتظام.
التحق بحركة 68 مايو 1968 قبل أن ينضم إلى الفلسفة الجديدة في السبعينيات. بعد أن أصبح مفكرًا مألوفًا للجمهور خلال الثمانينيات، طور بعد ذلك انعكاسه الخاص على الهوية والذاكرة والاندماج من خلال المدرسة. في هذا السياق، تحدث عن مسائل سياسية مثل اليهودية، القومية، الاستعمار، الصهيونية، مفهوم الهوية، معاداة السامية والعنصرية، حول التعددية الثقافية، على عيوب النظام التعليمي الفرنسي، وفي حروب يوغسلافيا.
كان ضابطًا في وسام جوقة الشرف منذ عام 2009 وحصل على العديد من الجوائز لمقالاته.
سبق له الفوز بجائزة كومبور شاتوبريان.

## روابط خارجية
- ألان فنكلكروت على موقع IMDb (الإنجليزية)
- ألان فنكلكروت على موقع مونزينجر (الألمانية)
- ألان فنكلكروت على موقع ألو سيني (الفرنسية)